# Route nationale 4 (Congo-Kinshasa)
Pour les articles homonymes, voir Route nationale 4.
La route nationale 4 (RN4) est une route nationale de la République démocratique du Congo. 

## Parcours
La RN4 relie la frontière Ndu–Bangassou avec la  Centrafrique à la frontière Kasindi–Mpondwe avec l’Ouganda, parcourant 1 505,4 km.
Les villes principales traversées par la RN4 sont, d'Est en Ouest, Beni, Mambasa, Bafwasende, Kisangani, Banalia, Buta, et Bondo.
La route traverse notamment des localités comme le village de Nia-Nia, connu pour ses mines d'or, la cité de Mambasa, réputée pour ses Pygmées, et la réserve de faune à okapis.
La RN4 est connectée aux routes nationales : RN3, RN6, RN7, RN24, RN25, RN27, RN28 et RN44.

## Galerie

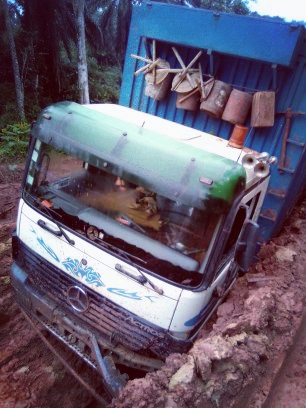
Camion embourbé sur la RN4.
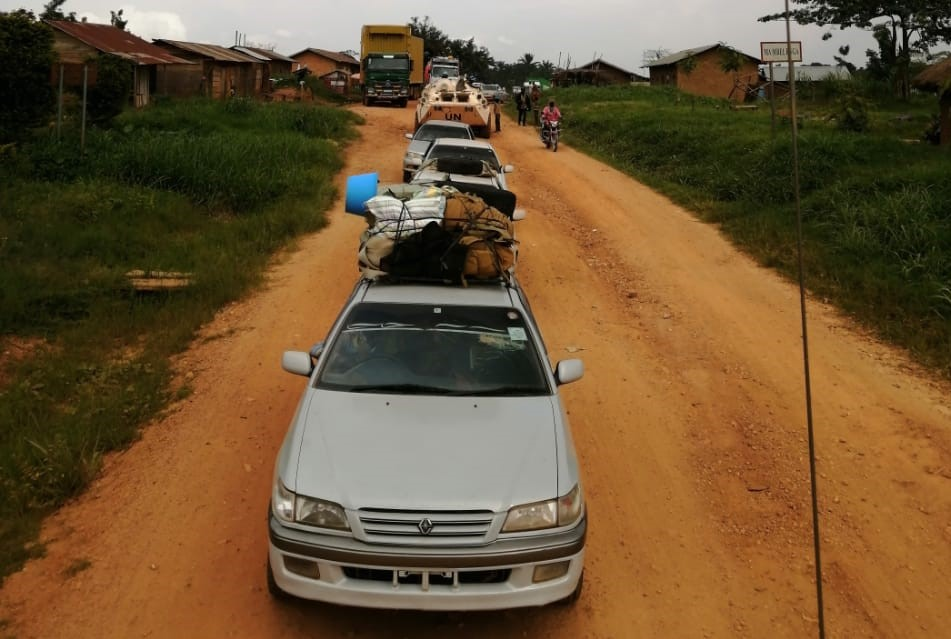
Escorte d'un convoi sur le tronçon Komanda-Luna de la RN 4 en août 2021.